# Timeflies
Timeflies è un duo statunitense composto dal produttore Rob Resnick (26 maggio 1989) e dal cantante Cal Shapiro (3 ottobre 1988), il duo si è formato nell'ottobre 2010 a Boston.

## Carriera

### Storia del gruppo

#### Cal Shapiro
Prima di trasferirsi a Boston, Cal Shapiro è cresciuto con la sua famiglia a New York. Cal è un cantante e freestyler sin da quando era adolescente, guadagnò notorietà per la prima volta battendo il campione in carica Puge in una battaglia di freestyle nella contea inglese di Hampshire. Ha conseguito il diploma di laurea presso la Tufts University, specializzandosi in musica e imprenditorialità. Nel suo secondo anno di università, durante il periodo in cui faceva parte dei The Ride, Cal si appassionò fortemente del concetto di esibizione dal vivo. Cal ha poi collaborato con il batterista e produttore Rob Resnick per formare i Timeflies.

#### Rob Resnick
Rob Resnick, detto anche "Rez", è nato a Montclair, New Jersey. Ha costruito una Tools Studio Pro nel seminterrato di casa sua per la sua band delle scuole superiori. Si è laureato in musica e filosofia. Durante il secondo anno di università, Rob ha iniziato a utilizzare programmi di produzione audio come Reason, Digital Performer e Ableton Live. Nello stesso anno, Resnick è stato DJ e batterista. Rob ha lavorato anche nella Cedar Lake Camp con il ruolo di direttore musicale, ciò gli ha dato una buona esperienza di produzione musicale.

### Gli inizi (2007-2010)
I due si sono incontrati alla Tufts University nel 2007 ad una festa universitaria e hanno cominciato a esibirsi per la prima volta nello stesso anno a Boston. Successivamente, si trasferirono a Los Angeles. Resnick ha invitato il suo amico Cal Shapiro ad unirsi come cantante e a formare un duo funk: The Ride, in seguito rinominato in Timeflies. Il gruppo iniziò a far successo quando il coinquilino di Shapiro, Jared Glick (oggi direttore generale dei Timeflies), ha inviato la loro canzone Fade per vari blog musicali.
Alla fine di settembre 2011, i Timeflies pubblicano il loro primo album di debutto: The Scotch Tape salito all'ottava posizione nel grafico generale di iTunes e al secondo posto nella classifica iTunes Pop. Shapiro e Resnick sono stati definiti "menti musicali" dalla rivista Vanity Fair. Nello stesso anno, hanno cominciato a esibirsi nei campus universitari e nei festival musicali negli Stati Uniti.

### Il successo diOne NighteSwoon(2013)
Il 27 novembre 2012 hanno pubblicato il loro primo EP: One Night, che ha raggiunto la seconda posizione nella classifica generale di iTunes ed è stata al primo posto nella classifica di iTunes Pop. One night è stato piazzato nella Billboard 200 al numero 29. Il singolo Swoon ha raggiunto il picco di successo nella classifica Billboard Rap arrivando al quarantacinquesimo posto. Sono stati inseriti dalla rivista Billboard nell'elenco dei 13 artisti da osservare nel 2013.
Il 22 febbraio 2013 hanno annunciato la creazione della loro etichetta: Forty8Fifty.
Il loro singolo di debutto I Choose U è stato pubblicato il 1º aprile 2013, per la prima volta ascoltata in radio negli Stati Uniti sotto l'etichetta Island Def Jam Music Group. È stato prodotto un remix del singolo dal DJ Fedde Le Grand, pubblicato il 3 giugno sulla sua pagina ufficiale di SoundCloud.
Il 2 agosto 2013 si sono esibiti al festival musicale di Lollapalooza a Chicago.Il loro secondo EP, Warning Signs, è stato rilasciato il 13 ottobre 2013.

### After Hours(2014-presente)

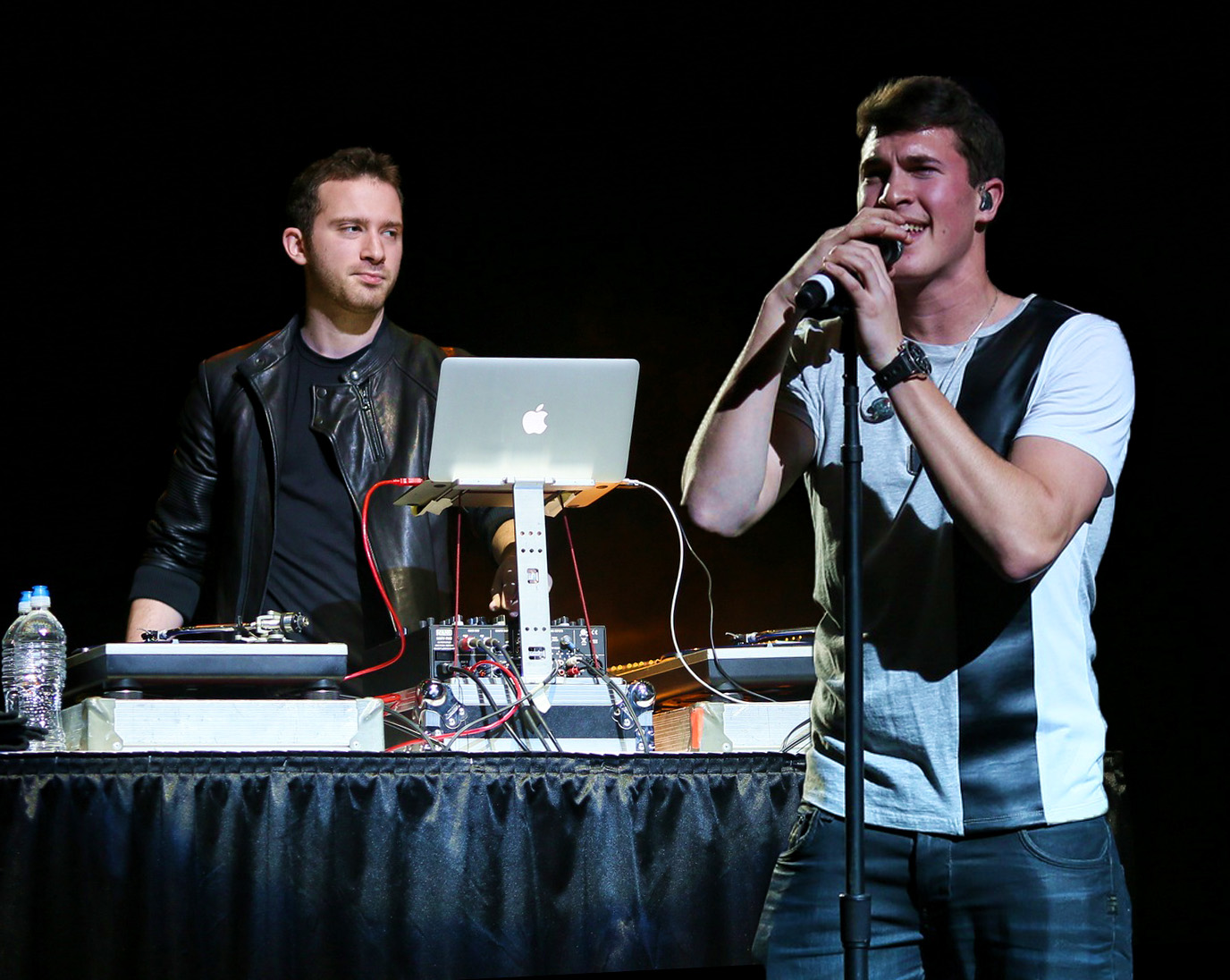
I Timiflies nel dicembre 2014

Il 29 aprile 2014 i Timeflies pubblicano il loro album di debutto: After Hours, sotto la loro etichetta Forty8Fifty insieme alla Island Def Jam Music Group. L'album prende spunto dai cantanti: Fabolous, T-Pain, e Katie Sky; oltre alle collaborazioni con Mike Posner e Martin Johnson e il cantante dei Boys Like Girls. Il duo ha trascorso più di un anno a registrare l'album, in una casa di studio a Los Angeles. L'album ha raggiunto il terzo posto nella classifica generale di ITunes e primo posto nella classifica di ITunes Pop.
Nel 2013 hanno pubblicato un video musicale Monsters, che ha oltre 1,6 milioni di visualizzazioni su YouTube.
Nel giugno 2016 esce il singolo Once in a While, tra i top Billboard 200.

## Stile e influenze
Rob cita Porter Robinson, Benny Blanco, Pretty Lights, e J.R Rotem come importanti influenze. 
Le influenze di Cal sono Robert Johnson, Janis Joplin, Muddy Waters e il suo preferito, Big L. Egli.

## Discografia

### Album
- 2011 – The Scotch Tape
- 2014 – After Hours
- 2015 – Just for Fun

### Singoli
- 2013 – Diamond
- 2014 – All the Way
- 2015 – Worse Things Than Love (feat Natalie La Rose)
- 2016 – Once in a While